# Perret (Côtes-d’Armor)
Perret korábbi község Franciaországban, Côtes-d’Armor megyében. Lakosainak száma 172 fő (2018. január 1.). Perret Sainte-Brigitte, Silfiac, Lescouët-Gouarec, Plélauff és Saint-Gelven községekkel határos.
2017. január 1-jén Laniscat és Saint-Gelven korábbi községgel egyesült és az így létrejött Bon Repos sur Blavet új község része lett.

## Népesség
A település népességének változása:
| Lakosok száma | 318  | 288  | 272  | 220  | 190  | 173  | 174  | 184  | 173  | 172  |
|               | 1968 | 1975 | 1982 | 1990 | 1999 | 2011 | 2013 | 2015 | 2017 | 2018 |